# Матей Казийски
Матей Илиянов Казийски е български волейболист. Роден е на 23 септември 1984 г. в София, в семейството на национални състезатели по волейбол – баща му Илиян Казийски е бил разпределител, а майка му Валя е играла център.
Матей е висок 202 см и тежи 93 кг. Смятан е за един от най-талантливите и успели волейболисти в света. Наричан е и „Императора“. Играл е на всички постове, като накрая избира този на посрещач. В редки случаи играе и като диагонал. 

## Клубна кариера
Волейболната му кариера започва в младежкия клуб „Славия“ – София, когато е в пети клас.
Две години играе заедно с Найден Найденов в Бургаския „ЛУКОЙЛ – Нефтохимик“. Повикан е в младежкия национален отбор по волейбол, с който печели бронзов медал от Световното първенство за младежи в Техеран. На европейското първенство 2003 г. в Германия, избухва скандал заради Казийски. Той играе в първия мач срещу Русия без лиценз и това носи на България служебна загуба с 0:3. Следва и отстраняване на Матей от шампионата.
През 2004 г. печели приза за най-добър изпълнител на начални удари на Световната лига.
От 2005 до 2007 г. Казийски играе в един от най-добрите отбори в Европа – „Динамо“ (Москва), който плаща 1 млн. долара за него. През 2005 г. по време на шоуто около първия мач на звездите в руското първенство Казийски печели състезанието за най-висок отскок при „забивка“ – 379 см. Награден е и с приза за най-добър начален удар. Година по-късно печели златният медал от Руското първенство.
През лятото на 2007 г. е привлечен в италианския „Тренто“, където треньор е българинът Радостин Стойчев. Две години по-късно поема и капитанската лента на отбора. Печели Италианското първенство, Световното Клубно Състезание и шампионската Лига. В края на сезон 2012 – 2013 президентът на клуба, Диего Мосна, обявява курс на икономии, което принуждава Стойчев и Казийски да се преместят в отбора от турската столица „Халбанк“. С този отбор стигат до второ място в Шампионската лига отстъпвайки на финала на руския Белогорие. Стават шампиони и носители на купата на страната. През 2014 се завръща в Тренто заедно със Стойчев и отново става шампион на Италия. През следващия сезон Матей подписва с японския JTEKT Стингс (Кария). След като завършват ангажиментите му с японския клуб Матей доиграва сезона в Тренто, където е картотекиран само за плейофите. Завръща се в Европа през 2018 г., като подписва с полския Сточния (Шчечин), където по-рано е назначен за спортен директор Радостин Стойчев. За съжаление в края на годината клубът обявява фалит и това кара Матей да премине в италианския Калцедония (Верона).
През 2019 г. преминава в японския Джей Тект Стингс (Кария). През 2020 г. Джей Тект Стингс става шампион на Япония, побеждавайки на финала Панасоник Пантърс.
През 2020-2021 г. се съзтезава за Калцедония (Верона).
През 2021 г. се завръща в Итас Трентино (Тренто), където е избран за капитан на отбора. През 2023 г. става шампион на Италия за пети път.

## Национален отбор
От 2005 до 2012 година е част и от Националният отбор по волейбол на България. Носител на бронзов медал от Световното първенство и Световната Купа по волейбол в Япония съответно през 2006 и 2007 година с националната фланелка. През 2006 година е избран за волейболист номер едно на Европа. Четири години по-късно е избран и за „Мъж на годината“ 2010. Другите номинирани са Росен Плевнелиев и Цветан Цветанов.
През 2012 година напуска националния отбор на България заедно с Радостин Стойчев, по това време старши треньор, заради скандал с Българската федерация по волейбол. Матей споделя, че би се върнал при смяна на ръководството.

## Отбори
- Славия София (1995 – 2002)
- Лукойл Бургас (2002 – 2004)
- Славия София (2004 – 2005)
- Динамо Москва (2005 – 2007)
- Итас Диатек Трентино (2007 – 2013)
- Халкбанк Анкара (2013 – 2014)
- Итас Диатек Трентино (2014 – 2015)
- JTEKT Стингс Кария (2015 – 2018)
- Сточния Шчечин (2018 – 2018)
- Калцедония Верона (2018 – 2019)
- JTEKT Стингс Кария (2019 – 2020)
- Калцедония Верона (2020 – 2021)
- Итас Трентино Тренто (2021 – 2023)
- Алианц Милано (2023 – настояще)

## Награди
- С бронзов медал от Световно първенство за младежи 2003 г.
- Спечелил приза за най-добър изпълнител на начални удари на Световната лига през 2004 г.
- Спечелил също приза за най-добър нападател на Световната лига в Москва през 2006 г.
- На 3 декември 2006 става трети на световното първенство в Япония с българския национален отбор по волейбол, като печели и приза за най-добър изпълнител на начален удар на първенството.
- Избран за волейболист номер едно на Европа за 2006 година.
- Бронзов медалист от Световната купа в Япония 2007 г.
- Избран за MVP на финалната четворка на Купата на Русия, която печели със своя отбор Динамо през 2007 година[13].
- С клубния си отбор Итас Диатек (Трентино) печели шампионата на Италия за 2007 – 2008 г. като играе със съотборника си Владимир Николов и редом до Никола Гръбич, който е светило на сръбския волейбол.
- Избран за волейболист номер едно на Европа за 2008 година.
- Носител на златен медал от Шампионската лига по волейбол на Европа през 2009 г.
- С бронзов медал от Европейското първенство 2009 г.
- Световен клубен шампион с Итас Диатек (Трентино) на шампионата в Доха през 2009 г.
- Избран за MVP на Световното клубно първенство в Доха през 2009 г.
- Награден за най-добър нападател на Световното клубно първенство в Доха през 2009 г.
- Носител на Купата на Италия за 2010 г.
- Шампион на Италия за 2011 г.
- Носител на Купата на Италия за 2012 г.
- Световен клубен шампион с Итас Диатек (Трентино) на шампионата в Доха през 2012 г.
- Шампион на Италия за 2013 г.
- Носител на Суперкупата на Турция за 2013 г. с Халбанк (Анкара).
- Най-добър посрещач на финала на Шампионската лига през 2014 г.[14]
- Шампион и носител на купата на Турция с Халбанк (Анкара) за 2014 г.
- Шампион на Италия с Енърджи Т.И. (Трентино) за 2015 г.
- Шампион на Япония с JTEKT Стингс Кария за 2020 г.
- Шампион на Италия с Енърджи Т.И. (Трентино) за 2023 г.